# Gnotus czekelii
Gnotus czekelii är en stekelart som först beskrevs av Kiss 1924.  Gnotus czekelii ingår i släktet Gnotus och familjen brokparasitsteklar. Inga underarter finns listade i Catalogue of Life.